# John Houlding
John Houlding (1833-1902) fue un hombre de negocios inglés. Fue presidente del Everton Football Club (1884-1892) y fundador del Liverpool Football Club, del cual fue presidente desde su fundación 1892 hasta su muerte en 1902. Además, fue alcalde de la ciudad de Liverpool,

## Biografía
Houlding era un hombre de negocios hecho a sí mismo en la ciudad de Liverpool. Se educó en el Liverpool College y estuvo activo a finales del siglo XIX, fue dueño de una fábrica de cerveza que lo dejó en un estado financiero confortable para el resto de su vida. Fue elegido para el Ayuntamiento de Liverpool como un conservador que representa la sala de Everton, antes de ser nombrado alcalde de Liverpool en 1897. Él era también un miembro de la Orden de Orange, una organización fraternal protestante que tuvo un gran seguimiento en el área de Liverpool.